# Picture Exchange Communication System
 (avril 2019).
Si vous disposez d'ouvrages ou d'articles de référence ou si vous connaissez des sites web de qualité traitant du thème abordé ici, merci de compléter l'article en donnant les références utiles à sa vérifiabilité et en les liant à la section « Notes et références ».
Le Picture Exchange Communication System, ou PECS, est un dispositif de communication par échange d'images, destiné aux personnes qui n'acquièrent pas le langage verbal. Il est notamment utilisé comme moyen de communication alternative avec les enfants avec autisme ou TED. 

## Conception et développement
Andrew Bondy et Lori Frost, au Delaware aux États-Unis, ont développé un outil de communication appelé PECS,. La méthode PECS consiste pour l’enfant à remettre à son interlocuteur l’image de l’objet qu'il désire obtenir en échange. Elle permet à l’enfant d’apprendre à entamer lui-même une communication avec autrui. Le temps nécessaire à cet apprentissage est court, son coût est insignifiant en raison de la possibilité de créer soi-même le matériel, composé de photos ou pictogrammes adaptés au sujet.

## Objectifs
1. Améliorer le langage verbal ;
2. Enseigner l'utilisation d'images pour communiquer ;
3. Enseigner le langage des signes.

L'outil PECS s'intègre dans une approche comportementale de l'autisme en utilisant des techniques de renforcement positif, afin d'augmenter l'occurrence des comportements souhaités dans la communication. Il peut être utilisé dès l'âge de dix-huit mois ainsi qu'à l'âge adulte. Il est souvent utilisé, mais pas uniquement, dans le cadre d'une prise en charge comportementale ABA ou TEACCH.